# Plutki
Plutki (niem. Plutken) – wieś w Polsce położona w województwie warmińsko-mazurskim, w powiecie olsztyńskim, w gminie Dywity. W latach 1975–1998 miejscowość administracyjnie należała do województwa olsztyńskiego.
Mała wieś warmińska. Obecnie zasiedlone są tu tylko trzy gospodarstwa. We ws znajdują się dwie przydrożne kapliczki, jedna z czerwonej cegły, druga z białej cegły z dzwonniczką (obecnie brak dzwonu). Na północny zachód od zabudowań leży małe jeziorko obrośnięte wierzbą. Droga, która, prowadziła aż do Sętala, obecnie jest zarośnięta.

## Historia
Wieś swoją nazwę wzięła od nazwiska założyciela. W dokumencie lokacyjnym z 1377 r. J. Ploten uzyskał przywilej na założenie wsi pod nazwą Nüwensüssental (w nawiązaniu do sąsiedniego Sętala). Proponowana nazwa jednak nie przyjęła się. W 1407 r. wieś zapisano jako Ploten, w 1554 podobnie, a od 1755 funkcjonowała nazwa Plutken (do 1945 r.).
W przeszłości Plutki należały do wspólnego majątku z Gradkami.
W 1993 r. we wsi mieszkało 12 osób.